# Yulia Belokobylskaya
Yulia Belokobylskaya (Rostóvia do Dom, 14 de novembro de 1995) é uma ginasta russa.
Fez parte da equipe que conquistou a medalha de prata no Campeonato Mundial de Ginástica Artística de 2011 realizado na cidade japonesa de Tóquio.